# Хельгеланн

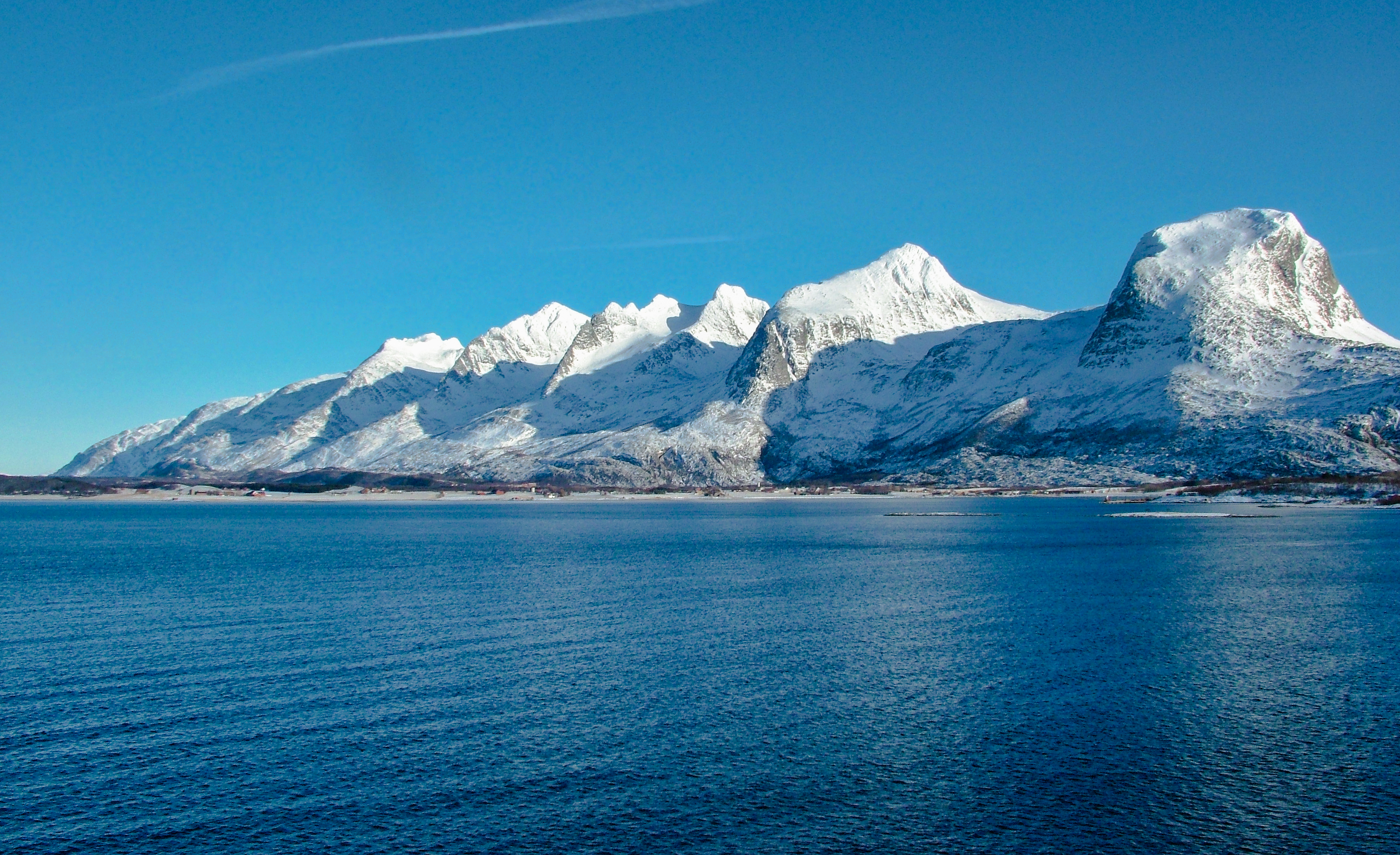
Семь сестёр в Алстахёуге

Хельгеланн (норв. Helgeland) — самый южный район в Северной Норвегии.
Хельгеланн относится к фюльке Нурланн, которое расположено к югу от Северного полярного круга. Район занимает территорию около 18 000 км², с населением 79 000 жителей. В районе есть четыре города; с юга на север — Брённёйсунн, Мушёэн, Саннесшёэн и Му-и-Рана.

Региональные советы в Нурланне.
Южный Хельгеланн
Хельгеланн
Индре-Хельгеланн

Под фьордом Алстенфьорд планируется строительство самого глубокого в мире и самого длинного автодорожного тоннеля в Норвегии. Государственное дорожное управление Норвегии «Statens vegvesen» предлагает три возможных туннельных соединения между островами Херёй, Дённа и участком шоссе № 17 на острове Алстенёй. Тоннель между Дённой и Алстахаугом будет проходить на глубине 396 метров ниже уровня моря, что на 100 метров глубже, чем Эйксуннский тоннель в Суннмёре, который находится на глубине 287 метров. Длина подводного тоннеля в Хельгеланне будет достигать 11—13 км. Тоннель из северной части острова Херёй будет проходить на глубине 299 метров и достигать 12 километров в длину, подводный участок между островом Херёй и Аустбё будет проходить на глубине 284 километра и достигать 13 километров в длину. Самым глубоким тоннелем в Северной Норвегии является Нордкапский тоннель — 212 м.